# فناوری بوم
فناوری بوم (به انگلیسی: Boom Technology) یک شرکت استارت‌آپ است که هدف آن ساخت یک هواپیمای مسافربری غیرنظامی مافوق صوت با ۴۵ نفر سرنشین می‌باشد. این شرکت در سال ۲۰۱۴ در شهر دنور پایه‌گذاری شد. این شرکت در حال طراحی یک هواپیمای مافوق صوت است که می‌تواند با سرعت ۲٫۲ ماخ (۱٬۴۵۱ مایل بر ساعت، ۱٬۲۶۱ گره، ۲٬۳۳۵ کیلومتر بر ساعت) پرواز کند و از شهر نیویورک به لندن را در ۳ ساعت و ۱۵ دقیقه طی کند که هزینهٔ رفت و برگشت آن فقط ۵٬۰۰۰ دلار است. طبق گفتهٔ توسعه‌دهندگان این هواپیما ۲٫۶ برابر بیشتر از سایر هواپیماهای خطوط هوایی سرعت دارد.